# Йоганнес Фрей
Йоганнес Фрей (12 листопада 1996 , Тройсдорф, Північний Рейн-Вестфалія ) — німецький дзюдоїст, бронзовий призер Олімппійських ігор 2020 року, призер чемпіонату Європи.

## Виступи на Олімпіадах
| Олімпіада  | Дисципліна      | Місце |
| ---------- | --------------- | ----- |
| Токіо 2020 | понад 100 кг    | 17    |
| Токіо 2020 | змішана команда | 3     |